# Mario Gosselin (hockey sur glace)
Pour les articles homonymes, voir Mario Gosselin et Gosselin.
Mario Gosselin (né le 15 juin 1963 à Thetford Mines, Québec, Canada) est un joueur canadien de hockey sur glace qui évoluait au poste de gardien de but.

## Carrière

### Hockey mineur, junior et amateur
Mario Gosselin n’est âgé que de 12 ans lorsqu’il fait parler de lui pour la première fois sur la scène du hockey au Québec. En 1976, le club de Thetford Mines remporte le tournoi de hockey pee-wee de Québec et Gosselin, leur gardien, se fait remarquer en n’accordant qu’un seul but en 5 parties. Il poursuit son développement dans le hockey mineur québécois et porte l’uniforme des Cantonniers de Magog, de la ligue midget AAA, à la fin des années 1970. Il y joue un rôle important avec son club et marque la ligue par ses performances puisque les Cantonniers retirent plus tard son chandail et la ligue midget AAA a nommé un trophée à son nom (le trophée Mario-Gosselin remis au gardien de but ayant conservé la meilleure moyenne de buts alloués en saison régulière). Repêché par les Cataractes de Shawinigan en 1980, il connaît une première saison difficile dans la LHJMQ, n’enregistrant que 4 victoires en 21 matchs. La saison suivante, il remporte ses 8 premiers départs et termine avec un bilan de 33 victoires, 25 défaites et 2 matchs nuls. Ses performances font que les Nordiques de Québec le sélectionnent au 55e rang du repêchage d'entrée dans la LNH 1982. Lors de sa dernière année junior, il remporte 32 victoires en 46 parties et est nommé dans la première équipe d’étoiles de la ligue. Il participe également au championnat du monde de hockey junior à titre de gardien substitut pour l’équipe canadienne qui remporte la médaille de bronze en janvier 1983.
Son expérience internationale se poursuit en 1983-1984 alors qu’il accepte de se joindre à l’équipe nationale du Canada. Le club se prépare pour les Olympiques de Sarajevo et Gosselin participe à 36 parties hors-concours précédant février 1984 et le début du tournoi olympique. 24 heures avant le premier match, une mauvaise nouvelle attend toutefois le jeune gardien de but canadien. Le Comité international olympique décide de le suspendre puisqu’il a signé un contrat professionnel avec les Nordiques. Après plusieurs heures de négociation entre les dirigeants de Hockey Canada et le Comité olympique, Gosselin est finalement réadmis dans la formation canadienne. Sa courte suspension et les critiques négatives sur les performances des Canadiens en matchs pré-olympiques ne semblent pas le déranger : il remporte ses 4 premiers matchs, dont une victoire de 4-2 contre les Américains, champions en titre. Le Canada s'incline lors des trois derniers matchs (4-0 contre la Tchécoslovaquie, 4-0 contre l’U.R.S.S., 2-0 contre la Suède) et ne récolte pas de médaille, terminant quatrième.

### Nordiques de Québec (1984-1989)
Revenu des Jeux olympiques de Sarajevo, il est rappelé par Québec. Il prend part à son premier match le 26 février 1984 et blanchit les Blues de Saint-Louis dans une victoire de 5-0 des Nordiques. Il remporte également son deuxième départ contre les Red Wings de Détroit. Malheureusement, lors de son troisième match, le 8 mars 1984 face aux Penguins de Pittsburgh, il subit une blessure au genou qui met fin à sa saison.
Lors de la saison 1984-1985, la direction des Nordiques décide d’utiliser 3 gardiens de but et Gosselin partage le filet avec les vétérans Daniel Bouchard et Richard Sévigny. C’est toutefois lui qui est l’homme de confiance de Michel Bergeron pour les séries éliminatoires. Il ne déçoit pas son entraîneur et aide les Nordiques à éliminer les Sabres de Buffalo, 3-2 en première ronde, puis les Canadiens de Montréal en 7 matchs au deuxième tour. Le club de Québec s’incline toutefois en finale d'association face aux Flyers de Philadelphie. Malgré tout, Gosselin, alors âgé de 21 ans, a connu une saison de rêve. Il a remporté 19 matchs en saison régulière, terminé derrière Mario Lemieux pour le titre de recrue de l’année et il ne lui manquait que 2 victoires pour se rendre en finale de la Coupe Stanley. L’avenir semble prometteur pour lui et les Nordiques de Québec. Or, la saison 1985-1986 n’est pas celle que plusieurs anticipaient. Pourtant, elle commence sur les chapeaux de roues. En effet, Gosselin démarre sa troisième campagne dans la LNH avec fiche de 6-0-1. Puis, des blessures au genou, à l’épaule et à un doigt viennent complètement bousiller sa saison. Il joue dans seulement 31 parties et Michel Bergeron décide de confier le poste de gardien partant des séries à Clint Malarchuk. Les Nordiques sont alors éliminés en 3 matchs par les Whalers de Hartford. Mince consolation pour Gosselin, il est le gardien partant, pour le club de l'association Prince-de-Galles, lors du match des étoiles à Hartford en février.
Gosselin connaît un autre brillant début de saison en 1986 avec une fiche 4-1-1. Quelques contre-performances par la suite forcent toutefois Bergeron à revenir avec Malarchuk. Celui-ci fait bien et conserve son poste de partant pendant plus de 4 mois. Lors des derniers matchs de la saison, Gosselin, appelé en renfort, est phénoménal et l'entraîneur des Nordiques décide alors d’en faire son gardien partant pour les séries. Dans le premier match à Hartford, il bloque 38 des 41 lancers dirigés vers lui, mais Québec perd en prolongation. Bergeron déclare alors aux journalistes que son gardien est « trop fragile pour jouer toutes les parties de la série »  et envoie Malarchuk dans la mêlée lors du deuxième match. Les Nordiques s’inclinent encore et Gosselin revient dans le filet pour la troisième partie, qu’il remporte, ainsi que les 3 suivantes pour éliminer les Whalers. Les prochains adversaires sont les Canadiens de Montréal. La série est chaudement disputée et le résultat de l’un des matchs est controversé. En effet, lors de la cinquième partie, alors que la série est égale 2-2, l’arbitre Kerry Fraser refuse un but au joueur des Nordiques Alain Côté. L'entraîneur Michel Bergeron est dans tous ses états, mais rien n’y fait et les Canadiens comptent quelques minutes plus tard contre Malarchuk et remportent le match 3-2. Le jeu de la chaise musicale se poursuit et Gosselin est devant le filet pour la sixième partie, que gagnent les Nordiques. Québec est malheureusement incapable de remporter le 7e match à Montréal et s’incline par la marque de 5-3. La direction des Nordiques échange l’ailier droit Dale Hunter et l'entraîneur Michel Bergeron au cours de l’été suivant, c’est la fin d’une époque.
La saison 1987-1988 est la plus occupée de toute la carrière de Mario Gosselin. Il est le gardien de but numéro un du club et dispute 54 parties. Toutefois, les Nordiques n’arrivent pas à s’imposer comme auparavant et, pour la première fois en 8 ans, l’équipe est exclue des séries éliminatoires. La descente aux enfers se poursuit lors de la saison suivante : Québec termine au dernier rang de la ligue et Gosselin connaît une saison à l’image du club. Malgré certaines performances remarquables, comme ses 43 arrêts dans une victoire de 8-3 contre les Rangers de New York ou ses deux victoires à Montréal, il termine la saison avec seulement 11 victoires et une moyenne de but allouée de 4,24. À l’été 1989, la direction des Nordiques, qui a décidé de reconstruire le club, ne renouvelle pas son contrat. Il aura joué tout près de 200 parties en saison régulière avec Québec et enregistré 6 jeux blancs, un record de concession à l’époque.

### Kings de Los Angeles et Roadrunners de Phoenix (1989-1991)
En juin 1989, Mario Gosselin signe un contrat avec les Kings de Los Angeles. Il va rejoindre la plus grande vedette de hockey de la Californie, et de la planète LNH, Wayne Gretzky. Son nouveau coéquipier lui vole d’ailleurs la vedette lors de son premier match avec L.A., un match historique. Le 15 octobre 1989, les Kings affrontent les Oilers à Edmonton. En début de partie, la Merveille égalise la marque de Gordie Howe pour le plus grand nombre de points en carrière (1850 points). Alors que Los Angeles tire de l’arrière 4-3 avec moins d’une minute à faire en troisième période, on retire Gosselin pour un 6e attaquant. Gretzky, qui d’autre, compte alors le but égalisateur et devient du même coup le plus grand pointeur de l’histoire de la LNH. Il compte également le but vainqueur en prolongation et permet aux Kings de l’emporter et à Gosselin de signer sa première victoire avec sa nouvelle formation. Gosselin participe aussi à un autre match historique le 30 novembre 1989, alors qu’il devient le premier gardien de but de l’histoire de la LNH a enregistré une défaite alors qu’il n’a accordé aucun but. En effet, venu en relève à Kelly Hrudey, il est retiré vers la fin de la partie en faveur d’un sixième attaquant, mais les adversaires, les Oilers, comptent un but dans un filet désert. Quelques instants plus tard, les Kings comptent un but, trop peu trop tard, et Edmonton remporte le match 7 à 6, la défaite allant à la fiche de Gosselin alors qu’il n’a pas été déjoué une seule fois. Substitut à Hrudey, le gardien québécois est appelé en renfort à d’autres moments pendant le calendrier régulier. Il finit la saison avec 7 victoires, 11 défaites et une partie nulle. Il joue dans trois matchs des séries éliminatoires (2 contre Calgary et 1 contre Edmonton) et ne remporte aucune victoire. L’automne suivant, il se présente au camp d’entraînement des Kings, mais Daniel Berthiaume fait beaucoup mieux que lui et lui ravit son poste. Gosselin, sans boulot dans la LNH, se résigne alors à signer avec un club des ligues mineures et devient le gardien de but  des Roadrunners de Phoenix dans la Ligue internationale de hockey. Il participe à 46 joutes en saison régulière, enregistre 24 victoires et mène son club jusqu’en deuxième ronde des séries éliminatoires. En août 1991, quelques semaines avant l’ouverture des camps d’entraînement du hockey professionnel, Gosselin n’a toujours pas de nouveau contrat en poche.

### Indians de Springfield et Whalers de Hartford (1991-1993)
Mario Gosselin reçoit finalement une offre des Whalers de Hartford le 4 septembre 1991. Il s’agit d’un contrat à deux volets puisque la direction des Whalers désire le voir commencer la saison avec son club-école, les Indians de Springfield. Malgré de belles statistiques avec le club du Massachusetts (28 victoires en 47 matchs), Gosselin n’est pas rappelé dans la grande ligue. L’automne suivant, une blessure au dos l’empêche de bien performer au camp d’entraînement des Whalers. Un médecin lui annonce même qu’il ne pourra retrouver son niveau de jeu d’il y a quelques années. Le gardien de 29 ans ne baisse toutefois pas les bras et retourne à Springfield pour y suivre un intense programme de réhabilitation. Ses efforts portent fruit puisqu’en janvier 1993, il est rappelé par les Whalers. Presque 3 ans après son dernier départ avec les Kings, Gosselin renoue enfin avec le jeu de la LNH en venant remplacer Frank Pietrangelo le 10 janvier 1993. Il accorde alors 3 buts en 29 minutes de jeu face aux Canadiens de Montréal dans une défaite de 7-5. Il joue dans 15 autres matchs, ne remportant la victoire qu’à 5 reprises. Néanmoins, la direction des Whalers, satisfaite de son retour au jeu, lui offre un nouveau contrat. Il commence la saison 1993-1994 à Hartford, mais ses vieilles blessures au genou reviennent le hanter. Après seulement 7 matchs, il décide de prendre sa retraite.

## Après-carrière
Ayant gardé des contacts à Phoenix, Mario Gosselin décide de revenir en Arizona après sa carrière de hockeyeur. Il demeure dans le monde du hockey en devenant analyste des matchs des Roadrunners qui sont diffusés à la radio. Le club quitte toutefois Phoenix en 1997 et Gosselin décide de faire de même. Il revient au Québec et s’installe dans la région de Montréal pour enseigner auprès de jeunes gardiens de but. Aujourd’hui, il demeure à Saint-Basile-le-Grand et est propriétaire de l’École de hockey Mario Gosselin. Il est père de 4 enfants.
L’aréna de Thetford Mines porte le nom de Centre Mario-Gosselin.

## Statistiques
| Saison     | Équipe                   | Ligue      |     | Saison régulière | Saison régulière | Saison régulière | Saison régulière | Saison régulière | Saison régulière | Saison régulière | Saison régulière | Saison régulière | Saison régulière |    | Séries éliminatoires | Séries éliminatoires | Séries éliminatoires | Séries éliminatoires | Séries éliminatoires | Séries éliminatoires | Séries éliminatoires | Séries éliminatoires | Séries éliminatoires |
| Saison     | Équipe                   | Ligue      | PJ  | V                | D                | Pr/N             | Min              | BC               | Moy              | % Arr            | Bl               | Pun              | PJ               | V  | D                    | Min                  | BC                   | Moy                  | % Arr                | Bl                   | Pun                  |                      |                      |
| 1980-1981  | Cataractes de Shawinigan | LHJMQ      | 21  | 4                | 9                | 0                | 907              | 75               | 4,96             | 0                | 0                | 0                | 1                | 0  | 0                    | 20                   | 2                    | 6                    |                      | 0                    | 0                    |                      |                      |
| 1981-1982  | Cataractes de Shawinigan | LHJMQ      | 60  | 33               | 25               | 2                | 3 404            | 230              | 4,05             | 0                | 0                | 10               | 14               | 7  | 7                    | 788                  | 58                   | 4,42                 |                      | 0                    | 2                    |                      |                      |
| 1982-1983  | Cataractes de Shawinigan | LHJMQ      | 46  | 32               | 9                | 1                | 2 556            | 133              | 3,12             | 0                | 3                | 18               | 8                | 5  | 3                    | 457                  | 29                   | 3,81                 |                      | 0                    | 4                    |                      |                      |
| 1983-1984  | Nordiques de Québec      | LNH        | 3   | 2                | 0                | 0                | 148              | 3                | 1,21             | 95,5             | 1                | 2                | -                | -  | -                    | -                    | -                    | -                    | -                    | -                    | -                    |                      |                      |
| 1984-1985  | Nordiques de Québec      | LNH        | 35  | 19               | 10               | 3                | 1 957            | 108              | 3,31             | 87,4             | 1                | 2                | 17               | 9  | 8                    | 1 056                | 54                   | 3,07                 | 88,5                 | 0                    | 2                    |                      |                      |
| 1985-1986  | Nordiques de Québec      | LNH        | 31  | 14               | 14               | 1                | 1 718            | 111              | 3,88             | 85,8             | 2                | 2                | 1                | 0  | 1                    | 40                   | 5                    | 7,5                  | 77,3                 | 0                    | 0                    |                      |                      |
| 1985-1986  | Express de Fredericton   | LAH        | 5   | 2                | 2                | 1                | 304              | 15               | 2,96             | 0                | 0                | 0                | -                | -  | -                    | -                    | -                    | -                    | -                    | -                    | -                    |                      |                      |
| 1986-1987  | Nordiques de Québec      | LNH        | 30  | 13               | 11               | 1                | 1 620            | 86               | 3,19             | 88,6             | 0                | 20               | 11               | 7  | 4                    | 654                  | 37                   | 3,4                  | 88,6                 | 0                    | 2                    |                      |                      |
| 1987-1988  | Nordiques de Québec      | LNH        | 54  | 20               | 28               | 4                | 2 996            | 189              | 3,79             | 86,7             | 2                | 8                | -                | -  | -                    | -                    | -                    | -                    | -                    | -                    | -                    |                      |                      |
| 1988-1989  | Nordiques de Québec      | LNH        | 39  | 11               | 19               | 3                | 2 064            | 146              | 4,25             | 86,8             | 0                | 6                | -                | -  | -                    | -                    | -                    | -                    | -                    | -                    | -                    |                      |                      |
| 1988-1989  | Citadels d'Halifax       | LAH        | 3   | 3                | 0                | 0                | 183              | 9                | 2,95             | 0                | 0                | 0                | -                | -  | -                    | -                    | -                    | -                    | -                    | -                    | -                    |                      |                      |
| 1989-1990  | Kings de Los Angeles     | LNH        | 26  | 7                | 11               | 1                | 1 226            | 79               | 3,87             | 86,4             | 0                | 0                | 3                | 0  | 2                    | 62                   | 3                    | 2,89                 | 86,4                 | 0                    | 0                    |                      |                      |
| 1990-1991  | Roadrunners de Phoenix   | LIH        | 46  | 24               | 15               | 4                | 2 673            | 172              | 3,86             | 0                | 1                | 20               | 11               | 7  | 4                    | 670                  | 43                   | 3,85                 |                      | 0                    | 2                    |                      |                      |
| 1991-1992  | Indians de Springfield   | LAH        | 47  | 28               | 11               | 5                | 2 606            | 142              | 3,27             | 0                | 0                | 4                | 6                | 1  | 4                    | 319                  | 18                   | 3,39                 |                      | 0                    | 2                    |                      |                      |
| 1992-1993  | Whalers de Hartford      | LNH        | 16  | 5                | 9                | 1                | 867              | 57               | 3,94             | 88,6             | 0                | 2                | -                | -  | -                    | -                    | -                    | -                    | -                    | -                    | -                    |                      |                      |
| 1992-1993  | Indians de Springfield   | LAH        | 23  | 8                | 7                | 7                | 1 345            | 75               | 3,35             | 0                | 0                | 0                | -                | -  | -                    | -                    | -                    | -                    | -                    | -                    | -                    |                      |                      |
| 1993-1994  | Whalers de Hartford      | LNH        | 7   | 0                | 4                | 0                | 239              | 21               | 5,27             | 80,4             | 0                | 0                | -                | -  | -                    | -                    | -                    | -                    | -                    | -                    | -                    |                      |                      |
| 1993-1994  | Indians de Springfield   | LAH        | 2   | 2                | 0                | 0                | 120              | 5                | 2,5              | 0                | 0                | 0                | -                | -  | -                    | -                    | -                    | -                    | -                    | -                    | -                    |                      |                      |
| Totaux LNH | Totaux LNH               | Totaux LNH | 241 | 91               | 106              | 14               | 12 834           | 800              | 3,74             | 87,1             | 6                | 42               | 32               | 16 | 15                   | 1 812                | 99                   | 3,28                 |                      | 0                    | 4                    |                      |                      |

## Honneurs individuels
- Deuxième équipe d’étoiles de la LHJMQ en 1982
- Première équipe d’étoiles de la LHJMQ en 1983